# Национално обединение на независимите
Националното обединение на независимите (на арабски: التجمع الوطني للأحرار) е центристка либерална политическа партия в Мароко.
Създадена е през 1978 година от тогавашния министър-председател Ахмед Осман, зет на крал Хасан II. Една от големите партии в страната, през 2007 година тя става част от водената от Партия „Истиклял“ правителствена коалиция.
На парламентарните избори през 2011 година Националното обединение на независимите остава на трето място с 52 места в Събранието на представителите. През 2016 година партията е трета с 9,4% от гласовете и 37 от 395 депутатски места.